# Taiga (cidade)
Taiga é uma cidade de subordinação regional no Oblast de Kemerovo, o centro administrativo do distrito urbano de Taiga.